# Juvenil
Na linguagem vulgar, o adjectivo juvenil utiliza-se para caracterizar a fase de crescimento de um ser humano, entre a infância e a adolescência ou a coisas relativas a essa fase  , como por exemplo, literatura juvenil .
Do ponto de vista da biologia, chama-se juvenil a um organismo que, embora semelhante ao adulto na sua forma exterior, ainda não atingiu a capacidade reprodutiva.